# Cabrillas
Cabrillas ist ein Ort und eine nordspanische Gemeinde (municipio) mit 322 Einwohnern (Stand: 2024) in der Provinz Salamanca in der Autonomen Gemeinschaft Kastilien-León. 

## Lage
Cabrillas liegt etwa 58 Kilometer westsüdwestlich von Salamanca in einer Höhe von ca. 795 m. 

## Bevölkerungsentwicklung
| Jahr      | 1900 | 1950 | 1960 | 1970 | 1981 | 1991 | 2001 | 2011 | 2021 |
| Einwohner | 1002 | 1341 | 1161 | 1008 | 696  | 640  | 542  | 428  | 355  |

## Sehenswürdigkeiten
- Kirche der Unbefleckten Empfängnis (Iglesia de Immaculata Concepción)

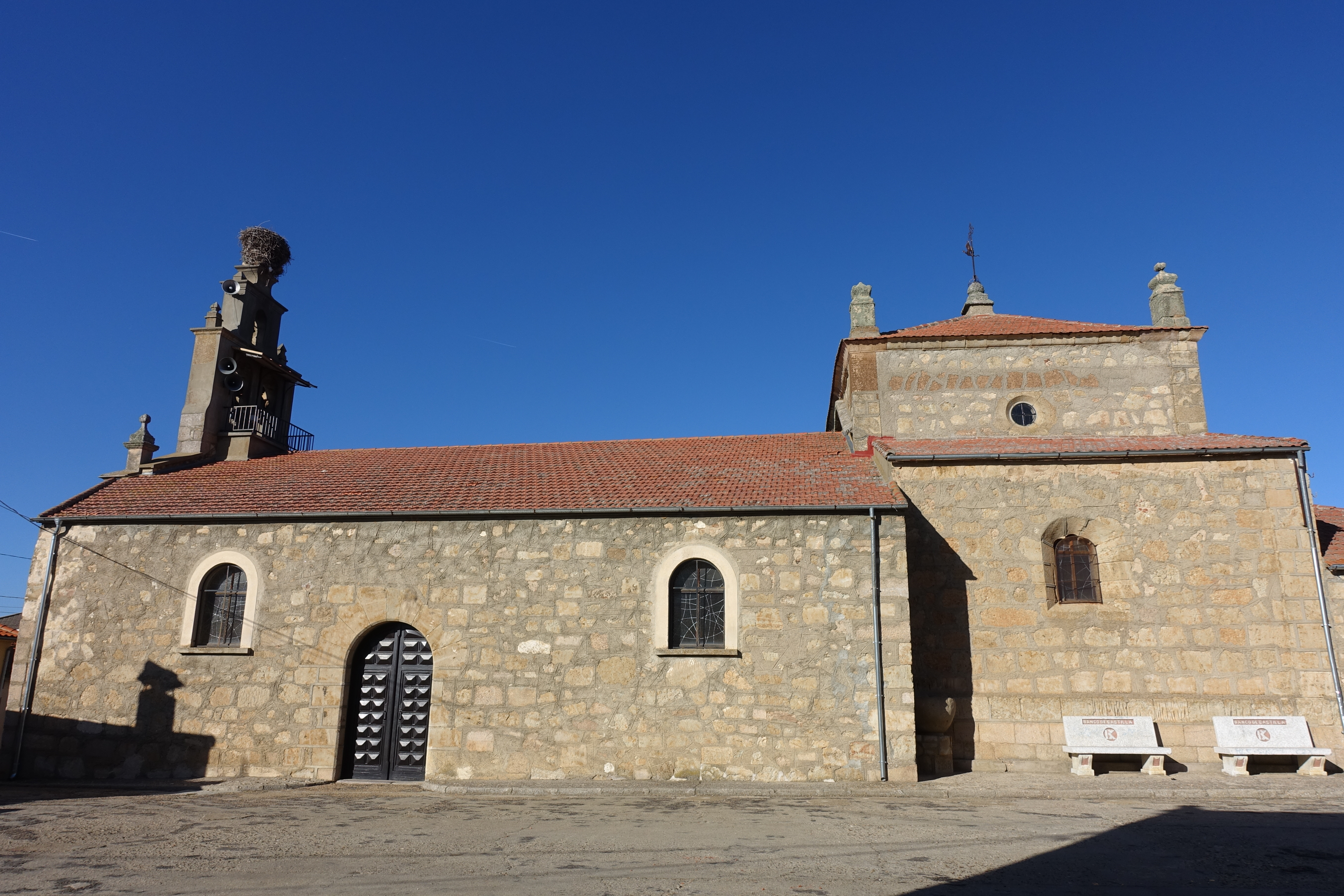
Kirche der Unbefleckten Empfängnis